# Decisamente morto
Decisamente morto è il sesto romanzo del Ciclo di Sookie Stackhouse scritto da Charlaine Harris.

## Trama
Sookie ha ricevuto da Hadley, sua cugina divenuta vampiro da qualche tempo, un'eredità che deve andare a riscuotere dopo la sua morte ultima. Intanto inizia a conoscere meglio Quinn, la tigre mannara che ha fatto da maestro delle cerimonie per il cambio di capobranco tra i mannari. Mentre le cose tra loro due cominciano ad avere buoni sviluppi, Jason dice a Sookie che la sua fidanzata Crystal ha avuto un ennesimo aborto spontaneo a causa della sua natura purosangue di pantera mannara. La famiglia Pelt si presenta poi al lavoro da Merlotte's, i due coniugi e la sorella Sandra, intenzionati a scoprire la verità sulla scomparsa di Debbie. Cody, figlio di Holly - dipendente del bar di Sam - risulta invece scomparso dopo il termine della scuola. Sookie si precipita a scuola per poter sondare telepaticamente cosa sia successo: se la maestra di turno, Halleigh Robinson, sia davvero coinvolta o se la bidella Maddy sapesse qualcosa; alla fine Cody viene ritrovato nel bidone dei rifiuti della bidella ed il caso è così risolto, con grande irritazione di Sookie verso il capo della polizia, Andy Bellefleur.
Al termine di una cena trascorsa con Quinn, lui e Sookie subiscono un attacco di due mannari non purosangue, probabilmente drogati, che vengono messi ko e spediti in carcere. Intanto Arlene sembra sviluppare una simpatia per la Confraternita del Sole anche per via del suo nuovo fidanzato e delle sue idee sui non-morti, mentre Bill ha iniziato ad uscire con un'altra umana, Selah. L'avvocato demonio Cataliades va poi a prelevare Sookie insieme alla nipote Diantha per portare a termine quanto in accordo con il testamento di Hadley; Sookie, però, rimane sorpresa e viene a sapere che l'avvocato le aveva mandato una lettera magica tramite Gladiola, una creatura soprannaturale, che però non sembra mai essere giunta. Infatti Gladiola viene ritrovata fatta a pezzi nel giardino di Sookie. Alla fine Cataliades, Sookie e Bill partono alla volta di New Orleans per sgomberare l'appartamento di Hadley. Giunta a destinazione, Sookie scopre che la cugina viveva in una casa a due piani di proprietà della strega Amelia, anche se lei occupa soltanto il piano inferiore.
Nel cominciare a sistemare gli oggetti insieme alla strega, si imbatte in asciugamani intrisi di sangue e in un cadavere nella cabina armadio, un mannaro, Jake Purifoy. Con il calare della sera, però, il mannaro si risveglia a causa della sua trasformazione in vampiro avvenuta per mano di Hadley prima che questa morisse. Jake assale sia Sookie che Amelia, anche se quest'ultima riesce a fare un incantesimo prima che sopraggiunga un vampiro della polizia che mette a posto la situazione. Intanto Eric va da Sookie e lì, in presenza di Bill, viene a conoscenza dell'inganno del vampiro: Hadley, amante privilegiata della regina, aveva spesso parlato del suo talento e Sophie-Anne aveva ingaggiato Bill perché seducesse Sookie e la portasse a collaborare con lei. Sconvolta Sookie si ritrova a vagare per New Orleans e raggiunge poi il quartier generale della regina dove conosce Sophie-Anne e il neo marito, Peter Threadgill, re dell'Arkansas. Lì Sookie viene informata che probabilmente parteciperà ad un summit di vampiri al suo fianco come telepate mentre Sookie riferisce a Sophie-Anne che Amelia ed altre streghe faranno una ricostruzione ectoplasmica per capire com'è stato trasformato Jake e gli ultimi avvenimenti di Hadley.
Dopo quella rivelazione, e dopo che è stato spiegato che Hadley è stata uccisa per un complotto di gelosia, Sophie-Anne prende in disparte Sookie per parlare un po' con lei della sua vita prima e dopo la trasformazione in vampiro. La regina, in debito, manda quindi un servizio di trasloco a Sookie per l'aiuto fornito con la ricostruzione ectoplasmica e le dice che se avesse ritrovato un diamante montato su un bracciale di platino avrebbe voluto che le fosse restituito in quanto era un dono di suo marito Peter per il matrimonio. Quel gioiello lo deve avere per il ballo della cerimonia, altrimenti avrà gravi problemi. Intanto Andre, annusando Sookie, le rivela di avere nelle vene una piccola percentuale di sangue di fata. Quella sera, dopo aver fatto l'amore con Quinn, entrambi si ritrovano attaccati da parecchi mannari e rapiti su un furgone. Pur riuscendo comunque a scappare, si ritrovano a dover affrontare un piano per sistemare la faccenda mannari con l'aiuto di Eric: Sandra Pelt ed i suoi genitori avevano assoldato gente per uccidere Sookie e vendicarsi della morte di Debbie.
Alla fine convincono la famiglia Pelt a lasciar stare Sookie. La sera della cerimonia per il matrimonio di Sophie-Anne e Peter, Sookie nota qualcosa di strano nell'abbigliamento dei vampiri dell'Arkansas, ossia che risultano parecchio riconoscibili. Eppure non dà tanto peso alla cosa, almeno inizialmente. Nel frattempo è riuscita anche a ritrovare il famoso bracciale che consegna di nascosto alla regina e che lei sfoggia davanti a tutti per mostrare di non averli mai persi. Peter sembra infuriarsi per via del complotto ordito da lui e dalla sua gente, visto che da lì si scatena il putiferio. I vampiri dell'Arkansas attaccano tutti i presenti e durante il combattimento, a parte diverse perdite, Sookie si ritrova ad assistere all'uccisione di Peter per mano della moglie, onde evitare che venisse lei stessa uccisa. Il giorno successivo, prima di partire, Amelia viene a conoscenza dei fatti e rivela a Sookie che durante una notte d'amore con lo stregone Bob per sbaglio l'ha trasformato in un gatto e che questo non è stato gradito dalla sua congrega. Sookie si offre così di ospitare Amelia a casa sua, per questo partono di nuovo insieme alla volta di Bon Temps.